# 严茂杰眼镜店
28°51′03″N 121°06′47″E / 28.85096°N 121.11305°E
严茂杰眼镜店是中华人民共和国浙江省台州临海市的一家眼镜店，位于赤城路109号，创建于1910年，目前由第四代传人严勇管理。2019年4月2日由浙江省商务厅认定为第六批“浙江老字号”。

## 历史
严茂杰眼镜店已经历四代传承。1910年，严茂杰的父亲、珠宝匠严耀伯已经开始配制眼镜，当时眼镜以手工加工为主，以玳瑁骨或铜制作眼镜架，制作一副眼镜至少需要两三个月。后来严耀伯的制镜技艺传给了几个儿子，并由四子严茂杰继承父业。严茂杰成年后与台州黄岩宝明斋眼镜店店主陈公桂之女陈金兰结婚。
1950年，严茂杰正式注册成立“严茂杰眼镜店”。1950年至1966年期间，严茂杰辗转浙江各地，甚至到浙江省外配制眼镜，且带了几个徒弟，严茂杰眼镜店由其妻陈金兰打理。期间严茂杰夫妇的长子严正华接受了全面的制镜技艺学习，11岁就已经掌握了各种基本操作，后又经多位配镜大师指导，16岁时精通了配镜技艺，练得了多种绝活，但文化大革命期间因支农中断了配镜工作。
1980年后，严茂杰的三子严保华、小女严小红继承父业，引进了眼镜配制新工艺。期间严茂杰眼镜店获得了“消费者信得过单位”、“质量信得过单位”等荣誉。严茂杰被推选为台州地区个体劳动者协会主席与临海市人大代表，严小红多次被评为台州地区优秀共青团员、台州地区优秀个体工作者。
20世纪末，严保华的两个儿子严辉、严勇继承父业，大学均选择就读于视光工程专业。大儿子严辉于1997年取得中级验光师、加工工证书；小儿子严勇已取得中华人民共和国国家一级验光师、高级加工师等证书。店内引进了全自动综合验光仪与眼科光学生物测量仪。2010年，严茂杰眼镜联合临海市团委开展活动，将200余副近视镜、4000余副太阳眼镜送入临海市各中小学，为低收入家庭学生免费提供眼镜。2019年4月2日，浙江省商务厅认定严茂杰眼镜店为第六批“浙江老字号”。目前严茂杰眼镜店由严勇管理。